# كيني نويز
كيني نويز (بالإنجليزية: Kenny Noyes)‏ مواليد 18 يونيو 1979 في برشلونة، هو متسابق دراجات نارية أمريكي. نافس في بطولة العالم للسوبرسبورت.

## وصلات خارجية
- كيني نويز على موقع MotoGP.com (الإنجليزية)
- كيني نويز على موقع WorldSBK.com (الإنجليزية)

- الموقع الإلكتروني